# Antonella Interlenghi
Antonella Interlenghi (nascida em 6 de agosto de 1960), também conhecida como Antonellina Interlenghi, é uma atriz italiana de teatro, cinema e televisão.
Trabalhou no filme Pavor na Cidade dos Zumbis (The City of the Living Dead) interpretando a personagem zumbi "Emily Robbins"

## Biografia
Nascida em Roma, Interlenghi é filha dos atores Antonella Lualdi e Franco Interlenghi.